# Падилья, Хуан Хосе
Хуан Хосе Пади́лья Берна́ль (исп. Juan José Padilla Bernal; род. 23 мая 1973, Херес-де-ла-Фронтера) — испанский тореадор, чья карьера продлилась 25 лет. Известен также под прозвищами «Циклон Хереса» и «Пират».

## Биография
Увлечение корридой Хуану Хосе с детства привил отец. Позднее он прошёл обучение в школе тореадоров в Кадисе. Первое выступление Падильи перед публикой состоялось 17 сентября 1989 года в его родном городе. В 1998 году ему был посвящён фильм «Тореро».
7 октября 2011 года на поединке в Сарагосе Падилья получил серьёзную черепно-мозговую травму и в тяжелом состоянии был доставлен в больницу. Матадор поскользнулся на песке, потерял равновесие и рухнул на арену. Бык поддел голову Падильи рогом, прошедшим под челюстью и вышедшим через левую глазницу. Вопреки прогнозам врачей, спортсмен не только выжил, но и спустя всего лишь пять месяцев вернулся в профессию, обретя помимо стеклянного глаза новое прозвище — «Пират». Публика на трибунах приветствовала его чёрными пиратскими флагами с костями и черепом. В 2014 году трагический случай повторился. На сей раз Падилья лишился уже вставного органа зрения, но вновь восстановился.
Он выступал в качестве консультанта для английского автора Александра Фиска-Харрисона, написавшего книгу «Арена: Мир испанской корриды».
В 2017 году Падилья объявил о своем намерении уйти на пенсию по окончании следующего сезона. Его финальный тур был отмечен целым рядом блестящих выступлений, но также не обошёлся без драматических эпизодов. В июле 2018 года он был частично скальпирован рогом разъярённого быка. Уже через несколько дней спортсмен вернулся на арену в Памплоне. Его последняя коррида состоялась в Сарагосе, в том же самом месте, где он остался без глаза семью годами ранее. Лишив ушей своего последнего быка (если тореадор убивает животное на корриде красиво, то публика благодарит его за мастерство и разрешает отрезать уши поверженному быку), он был поднят на руки восторженной толпой, выйдя на пенсию номером один в эскалафоне, официальном рейтинге матадоров в Испании.